# فانديين (أين)
فانديين (بالفرنسية: Vandeins)‏ هي بلدية فرنسية تقع في إقليم الأين في فرنسا. رمز إنسي لها هو:1429. أما الرمز البريدي لها فهو: 1660.